# Aletsch-gleccser
Az Aletsch-gleccser (németül: Aletschgletscher) vagy Nagy Aletsch-gleccser (németül: Grosser Aletschgletscher) az Alpok legnagyobb gleccsere. 23 km hosszú (2014), térfogata körülbelül 15,4 km³ (2011), és körülbelül 81,7 km2 felületen (2011) helyezkedik el a keleti Berni-Alpokban, a svájci Valais kantonban. Az Aletsch-gleccser négy kisebb gleccserből áll, amelyek mind a Konkordiaplatzon egyesülnek, ahol az ETH szerint vastagsága még mindig 1 km. Ezután a Rhône völgye felé tart, és ott végződik a Massa folyóban. Az Aletsch-gleccser – mint a mai világ legtöbb gleccsere – visszahúzódó gleccser. 1980-tól 2016-ig 1,3 kilométert vesztett a hosszából, 1870 óta 3,2 kilométert, és több mint 300 métert csökkent vastagsága. 
Az egész területet, a többi gleccserrel együtt 2001-ben UNESCO Világörökség részévé nyilvánították. 

## Földrajz
Az Aletsch-gleccser egyike azon sok gleccsernek, amelyek Bern és Valais kantonjai között helyezkednek el a Berni-Alpokban, a Gemmi-hágótól keletre. Az egész területet Eurázsia nyugati része legnagyobb eljegesített területének tekintik. A keleten fekvő Fiescher- és Aar-gleccserek hasonló kiterjedésűek.

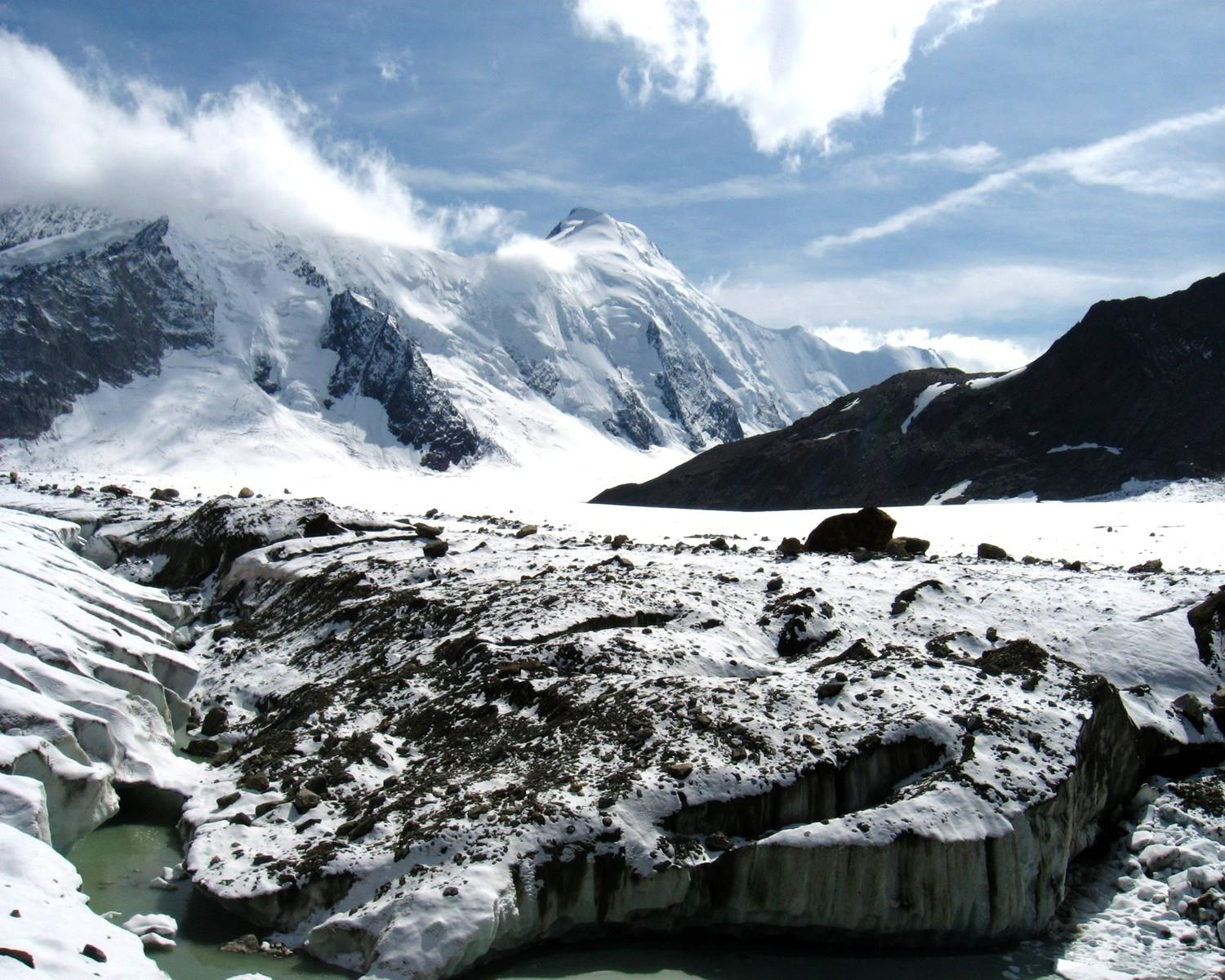
A Konkordiaplatz

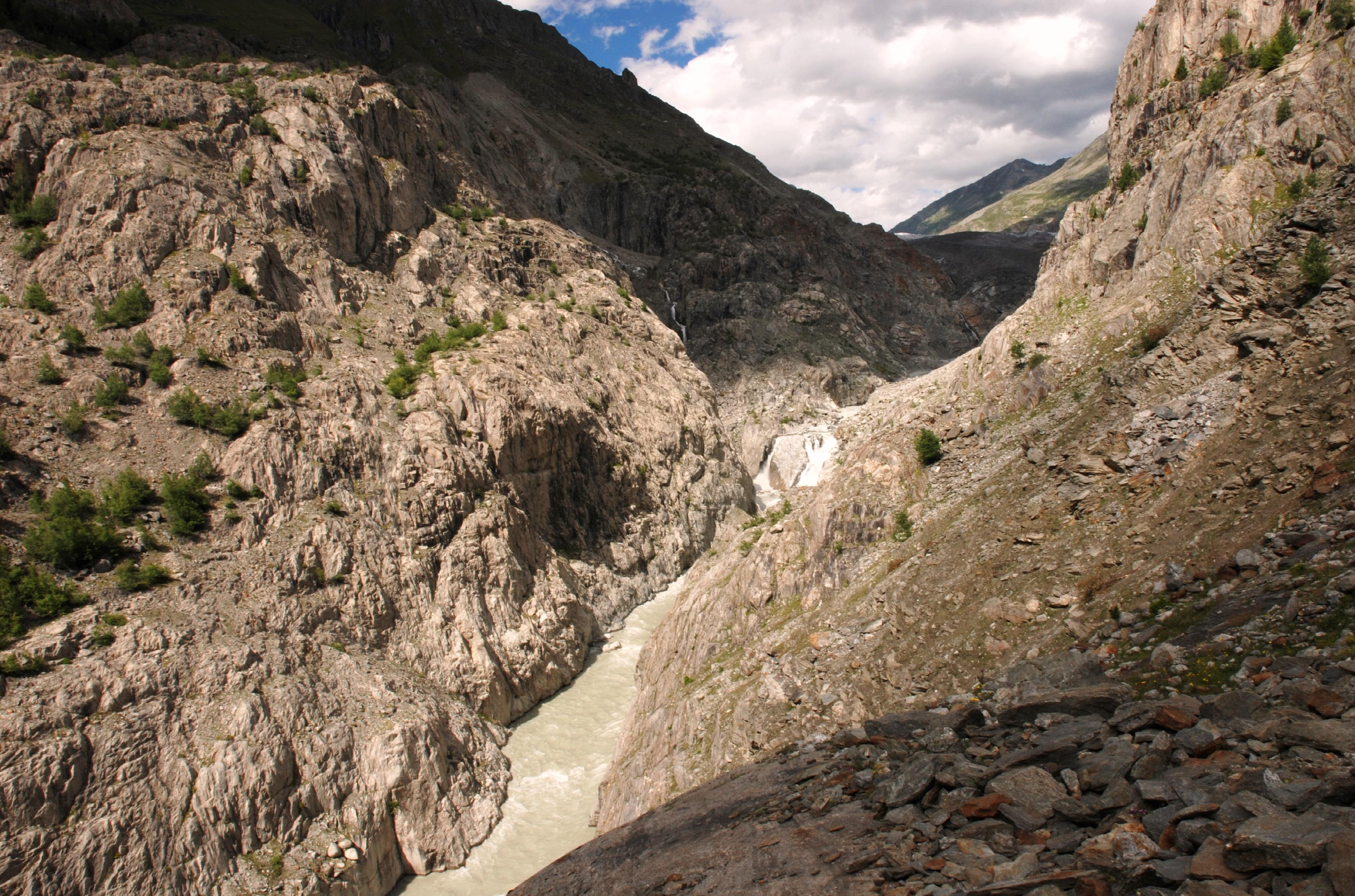
A Massa folyó kezdete (a gleccser jobb oldalon látható)

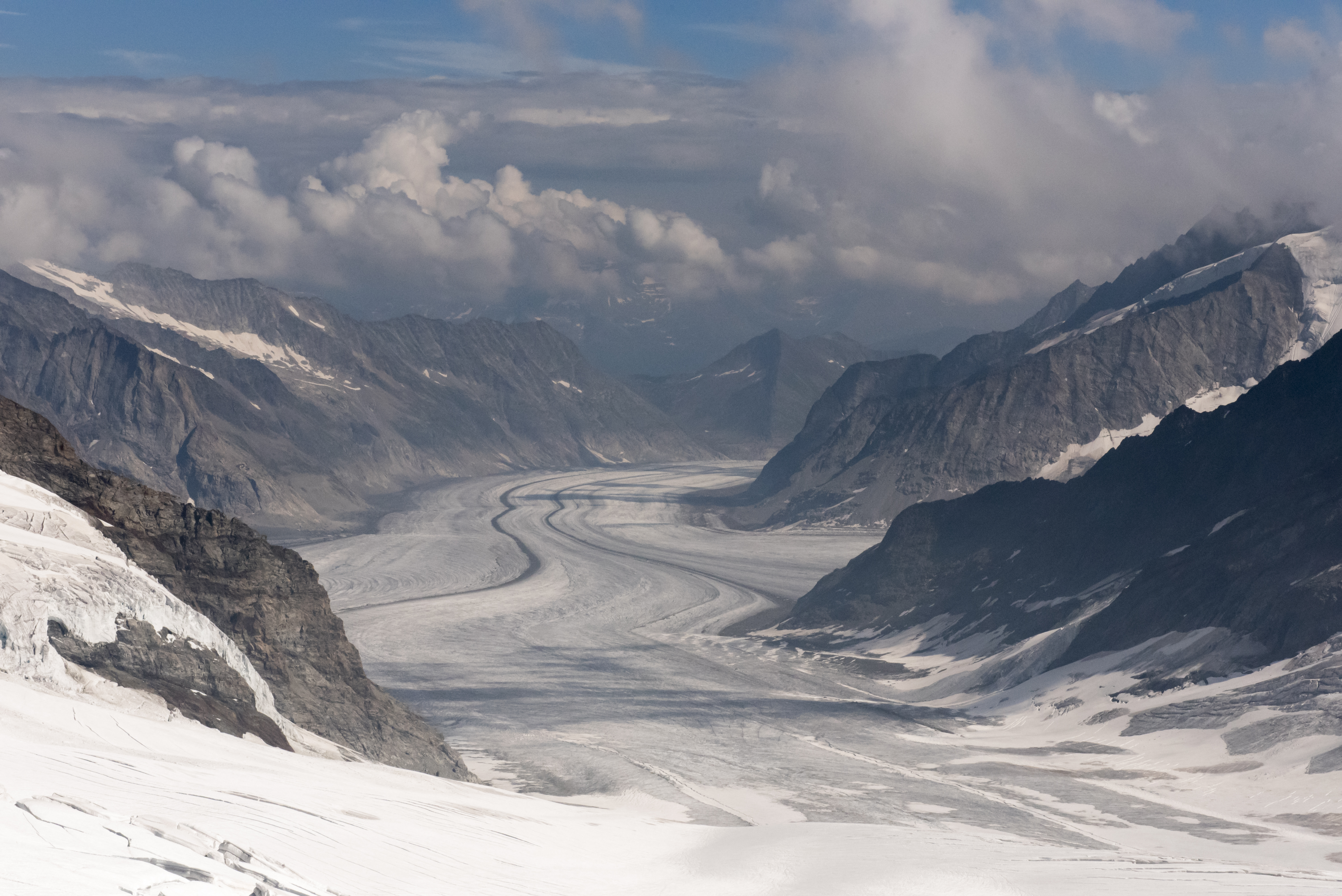
Kilátás lefelé a Jungfraufirn tetejéről

A Finsteraarhorn kivételével a Berni-Alpok összes legmagasabb csúcsa a gleccser vízelvezető medencéjében található. A Jungfrau- és Mönch-csúcsok alkotják az északi határt; a Gross Fiescherhorn és a Gross Wannenhorn helyezkednek el a keleti oldalán; a csúcspont, az Aletschhorn (4193 m) a nyugati oldalon található.
A Konkordiaplatzon négy kisebb gleccser egyesül:
- Nyugatról a Grosser Aletschfirn folyik az Aletschhorn és Dreieckhorn északi lábánál.
- Az északnyugati torkolatból a Jungfraufirn folyik.
- Az északi torkolatból az Ewigschneefäld (Örök hómező) folyik.
- Keletről a Grüneggfirn folyik.

Korábban még két másik gleccser is egyesült az Aletsch-csel, a Mittelaletschgletscher és az Oberaletschgletscher. A gleccserek visszahúzódása miatt ezek már nem érik el az Aletsch-et.

## Turizmus
Az Aletsch-gleccser és a völgy területe az UNESCO világörökségi listáján szerepel. A Belalp, Riederalp és Bettmeralp közötti régió Valais-ban (amelyet Aletsch régiónak neveznek) hozzáférést biztosít a gleccser alsó részeihez. A Bettmerhorn- és Eggishorn-csúcsok népszerű nézőpontok, és felvonóval elérhetők. A Massa folyón 2008-ban függőhidat építettek, lehetővé téve a túrákat a gleccser bal és jobb része között.
A Jungfraujoch vasútállomás (3450 m) közvetlen hozzáférést biztosít a felső Aletsch-gleccserhez, valamint a Jungfraura vezető szokásos útvonalat. Csak Interlakenből érhető el Bern kantonban. A túraútvonalak a Konkordia menedékház mellett haladnak el vagy a Hollandia mellett, és végül a hegy többi gleccseréhez jutnak el.
A Riederfurkán, 2065 méteren, Riederalp és a gleccser között található a történelmi Cassel Villa, amely számos híres és befolyásos vendég egykori nyári rezidenciája volt a politika és a pénzügy világából. A ház ma a Pro Natura környezetvédelmi szervezet egyik központja, amely állandó kiállításnak ad otthont a helyszínről.

## Panoráma

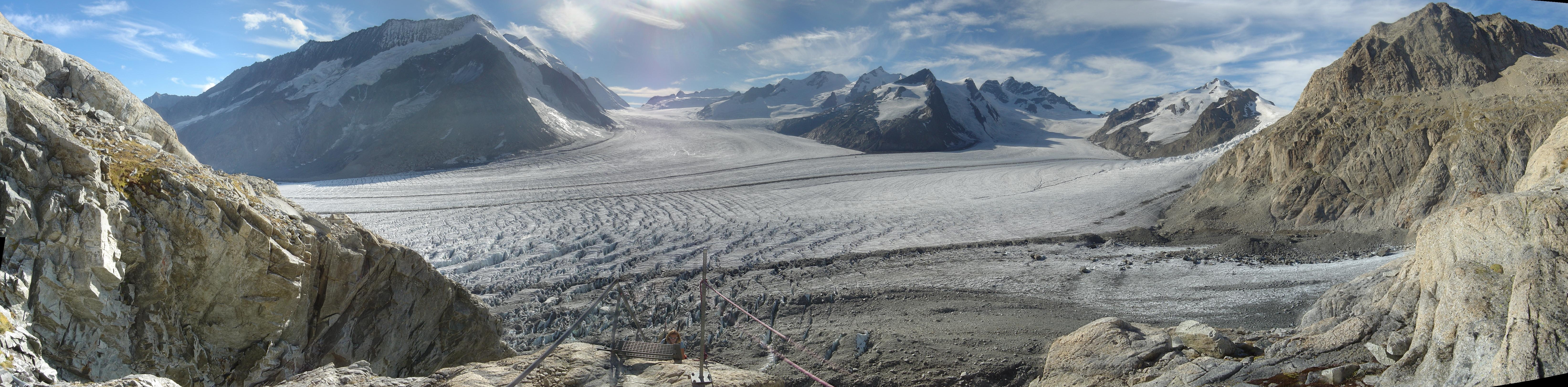
Az Aletsch-gleccser és a Konkordiaplatz (2007. szeptember)

A Konkordiaplatz-tól az Aletsch-gleccser szélessége megközelítőleg 1,5 km, és évente 180 m-es sebességgel délkelet felé halad a Rhône völgyében. A Dreieckhornt határolja nyugaton és a nagy Wannenhornt keleten. Ezután egy nagy jobb fordulatot vesz, és egyre közelebb hajlik délnyugathoz, az Eggishorn és a Bettmerhorn szélen a Rhône-völgyben. A gleccser vége jelenleg körülbelül 1560 m magasan fekszik, a helyi erdők szintje alatt.

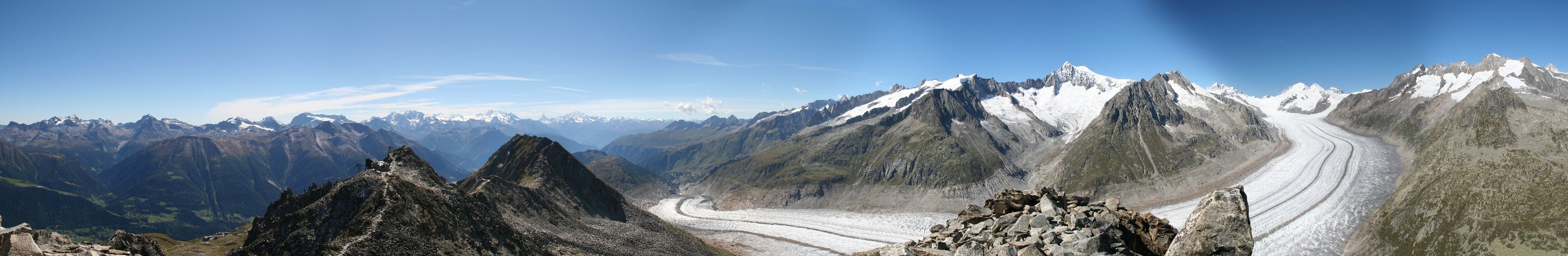
Az Aletsch-gleccser az Eggishornról (2007. szeptember)

A nagy Aletsch-gleccser jelentős jégtakarót mutat. A Konkordiaplatz jégtakarója meghaladja a 900 m-t, de ahogy dél felé halad, a jég nagyobb része megolvad, a fedés fokozatosan 150 méterre csökken.
A jellegzetesen sötét moréna, amely majdnem a gleccser közepén helyezkedik el, két sávban elhúzódóan fut a Konkordiaplatz felől egészen a gleccser lábujjzónájáig. Ez a mediális moréna három nagy jégmező jégéből gyűlik össze, amelyek mind összefutnak. A legnyugatibb mediális morénát Kranzbergmoränének nevezték el, a legkeletibb pedig a Trugbergmoräne nevet kapta.

## Kialakulás és evolúció

Enyhe visszavonulás és némi elvékonyodás látható 1990 és 2000 között

Az Aletsch-gleccser a hó felhalmozódásának és tömörítésének eredménye. A gleccserek általában ott alakulnak ki, ahol a hó és a jég felhalmozódása meghaladja a hónak és a jégnek az olvadását. Ahogy a hó és a jég sűrűsödik, eléri azt a pontot, ahol elkezd mozogni az átfedő hó és jég gravitációjának és nyomásának hatása miatt.
Az utolsó jégkorszakokban az Aletsch-gleccser sokkal nagyobb volt, mint most. Csak a Bettmerhorn-, az Eggishorn- és a Fusshörner-csúcs volt a gleccser felett. Nagy visszavonulás után a gleccser 11 000 évvel ezelőtt, az utolsó jégkorszakban ismét előrehaladt, elérte a Rhône-völgyet. A fennmaradó morénák még mindig láthatók az Aletsch-erdőben.

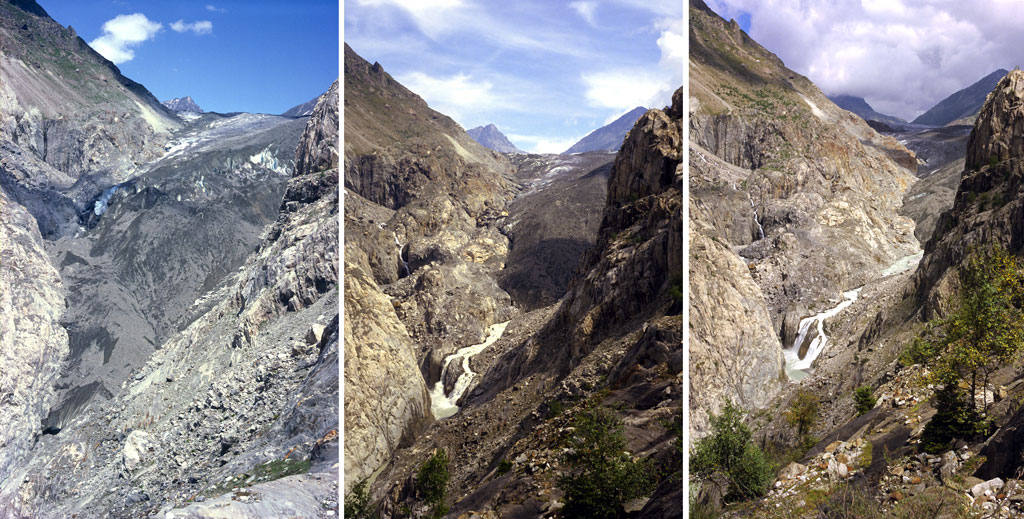
Az Aletsch-gleccser visszavonulása a Svájci-Alpokban (helyzet 1979-ben, 1991-ben és 2002-ben) a globális felmelegedés miatt

Az utolsó jegesedés óta a gleccser visszavonult. Azután enyhe éghajlati változások történtek, és 1860-ban a gleccser 3 km-rel hosszabb, a jégszint pedig 200 m-rel magasabb lett.
Mint sok más gleccser esetében, a feljegyzések jelentős hosszabb távú visszavonulási tendenciát mutatnak.  Az Aletsch-gleccser 3,2 km-t vonult vissza 1870 óta, és 1,3 km-t 1980 óta. A rekord visszavonulás 114 méter, 2006-ban történt. 
A kis jégkorszak 1850-es vége óta a gleccser elvesztette jégtömegének 20 százalékát, lényegesen kevesebbet, mint más svájci gleccserek, amelyek akár 50 százalékot is elvesztettek. Ennek oka az Aletsch-gleccser nagy mérete, amely sokkal lassabban reagál az éghajlatváltozásra, mint a kisebb gleccserek. Becslések szerint azonban 2100-ra a gleccser 2018-as jégtömegének csak a tizedét tölti be.

## Fordítás
Ez a szócikk részben vagy egészben  az   Aletsch Glacier című angol Wikipédia-szócikk ezen változatának fordításán alapul.  Az eredeti cikk szerkesztőit annak laptörténete sorolja fel. Ez a jelzés csupán a megfogalmazás eredetét és a szerzői jogokat jelzi, nem szolgál a cikkben szereplő információk forrásmegjelöléseként.